# École nationale préparatoire aux études d'ingénieur
L’École nationale préparatoire aux études d'ingénieur (ENPEI) est située à Rouïba proche d'Alger en Algérie. Créée par décret présidentiel no 98/119 du 21 Dhou El-Hidja correspondant au 18 avril 1998, l'École nationale préparatoire aux études d'ingénieur, relève du ministère de l'Enseignement supérieur et de la Recherche scientifique ainsi que du ministère la Défense nationale.

## École
Cette école prépare des élèves pour l'accès aux grandes écoles nationales et étrangères. Elle est considérée comme la première école en Algérie notamment grâce aux infrastructures et matériels dont elle dispose.[réf. nécessaire]
Les études, qui durent trois ans, sont de très haut niveau, ce qui permet aux élèves de choisir aisément l'accès à n'importe quelle université nationale où étrangère[réf. nécessaire]
Sanction des études :
- Obtention d’un diplôme universitaire du premier cycle scientifique (DUPCS).

Depuis l'année universitaire 2008/2009 :
- À l’issue des études, les élèves optent uniquement pour une carrière militaire ;
- Les élèves titulaires du DUPCS auront droit à l’admission sur titre au 2e cycle d’ingénieur à l’École militaire polytechnique.

### Objectifs
Les objectifs que se fixent l'ENPEl sont :
- d'assurer aux élèves un très haut niveau scientifique basé sur plusieurs disciplines fondamentales telles que, les mathématiques, la  physique, la chimie, l'informatique et la technologie ;
- de développer leurs aptitudes personnelles de communication et d'organisation ;
- d'enrichir leur culture générale et leurs techniques d'expression ;
- d'exercer des activités physiques et sportives.

### Régime
Régime des études :
Le régime des études est l'internat pendant toute la durée de la formation. L'enseignement dispensé pendant trois ans porte sur :
- un enseignement scientifique et technique ;
- un enseignement des langues ;
- un enseignement des sciences humaines ;
- un enseignement de l'informatique ;
- une éducation physique et sportive.

### Concours
L'accès à l'école est ouvert par voie de concours aux candidates et aux candidats remplissant les conditions suivantes :
- être titulaire du baccalauréat scientifique ou technique avec la mention « assez bien » et plus ;
- être âgé de moins de 20 ans à la date du concours ;
- être de nationalité algérienne ;
- être indemne de toutes maladie ou infection invalidante ;
- être célibataire.

Le concours porte sur :
- une épreuve de mathématiques ;
- une épreuve de physique / chimie ;
- une épreuve de langues étrangères, anglais et français ;
- un test d'aptitude physique et un test psychotechnique (après le concours).

La tutelle pédagogique est exercée conjointement par le ministère de la Défense Nationale et par le ministère chargé de l'Enseignement supérieur. L'ENPEl a pour mission la préparation à l'accès aux grandes écoles d'ingénieurs, qu'elles soient nationales ou étrangères.
L'école qui s'étend sur 22 hectares dans un site agréable sur la route nationale menant à la ville de Rouïba, est en pleine évolution. 
Elle est située à proximité de la capitale et des grands sites universitaires.
Elle est depuis l'année universitaire 2008-2009 exclusivement militaire.
Le nombre de candidats est limité (environ 2000).